# Rising Star (France)
Pour les articles homonymes, voir Rising Star.
Rising Star est une émission de télévision française de télé-crochet musical où les téléspectateurs deviennent jurés à part entière. Elle est basée sur le concept israélien homonyme.
Retransmise en direct du plateau no 5 de la Cité du cinéma à Saint-Denis, la première (et seule) saison de Rising Star a été diffusée sur M6 du 25 septembre au 13 novembre 2014.

## Concept
Contrairement à d'autres concours de chant télévisés où les candidats sont uniquement sélectionnés par un jury de célébrités, Rising Star permet aux téléspectateurs de participer aux sélections au même titre que le jury, composé de quatre experts musicaux.
Lors de chaque émission, les téléspectateurs sont en mesure de décider gratuitement et en temps réel si le candidat mérite, ou non, de passer à l'étape suivante, par le biais d'une application pour tablettes et smartphones ainsi que sur ordinateur, via le site internet de M6.
Le poids du vote des experts musicaux décroit au fil des émissions. Lors des auditions, leur « oui » fait grimper la jauge du candidat de 7 %. Lors des étapes suivantes, ce pourcentage est progressivement diminué pour ne valoir plus que 5 % lors de la finale.

### Auditions
Les candidats (ou groupes) se présentent tour à tour sur scène, derrière un grand écran semi-circulaire qui les sépare du public et du jury d'experts : le « Mur digital ». Après un décompte de 3 secondes, le candidat interprète sa chanson accompagné d'un orchestre. Tout au long de sa prestation, les téléspectateurs votent « oui » ou  « non » par le biais de l'application ou du site internet. L'addition de tous les « oui » (inclus ceux des experts musicaux) fait progressivement grimper la jauge du candidat qui doit atteindre les 70 % afin de faire se lever le mur. Si le mur se lève, le candidat passe à l'étape suivante. Si le candidat n'atteint les 70 %, le mur reste baissé et le candidat est éliminé.
Pendant sa prestation, s'affichent, face à lui, les photos de téléspectateurs ayant voté en sa faveur.

### Duels
Dans la deuxième phase du concours, tous les candidats qualifiés lors des auditions s'affrontent dans un duel par tirage au sort. Le premier candidat doit chanter devant le mur, qui est complètement relevé. Son but est d'obtenir, à la fin de sa prestation, le plus grand pourcentage possible. Le deuxième candidat chante immédiatement après, mais lui se produit sur scène avec le mur baissé. Pour passer à la phase suivante, il doit obtenir un pourcentage supérieur à celui du premier candidat, et ainsi, faire se lever le mur. Le candidat qui a le plus petit pourcentage quitte définitivement l'émission. Comme lors des auditions, le vote de chaque membre du jury vaut 7 %.
Pendant la prestation de chaque candidat, s'affichent, face à lui, les photos de téléspectateurs ayant voté en sa faveur.

### Duels des champions
Le principe est le même que dans la phase précédente. Ici, les vainqueurs des duels s'affrontent deux par deux, par tirage au sort. Les jurés, quant à eux, voient leur pourcentage de vote baisser à 5 %.

## Participants

### Présentateurs
- Faustine Bollaert
- Guillaume Pley

### Jury
- Cali, chanteur, compositeur
- Cathy Guetta, organisatrice de soirées, ex-femme de David Guetta
- David Hallyday, chanteur, compositeur
- Morgan Serrano, directeur de la radio NRJ

## Saison unique (2014)
La première saison de Rising Star a été diffusée sur M6 du 25 septembre au 13 novembre 2014 en direct depuis la Cité du cinéma. Chaque émission est suivie d'un after, toujours en direct, intitulé Rising Star, de l'autre côté du mur.
Le début de la saison a été marqué par un drame : Gaël Lopes, candidat passé au prime du jeudi 16 octobre 2014, est mort le 18 octobre 2014 à la suite d'une chute du 4e étage à Paris, après une « bouffée délirante ». Un hommage lui a été rendu lors de l'émission suivante : les candidats ont interprété ensemble Prayer in C de Lilly Wood and the Prick, que Gaël Lopes avait chanté la semaine précédente.
Faute d'audience, la finale a été avancée de deux semaines. Elle a vu la victoire de Corentin Grevost. Selon un communiqué d'M6, « l’adaptation française du format Rising Star, lancée sur M6 le 25 septembre dernier, n’a pas rencontré un public suffisamment large mais a été saluée comme un pari audacieux et innovant. » La chaîne a par conséquent décidé d’arrêter prématurément la diffusion de l'émission, la finale ayant lieu deux semaines plus tôt que prévu initialement, le 13 novembre 2014.

## Les auditions
Les candidats (ou groupes) se présentent tour à tour sur scène, derrière un grand écran semi-circulaire qui les sépare du public et du jury d'experts : le « Mur digital ». Après un décompte de 3 secondes, le candidat interprète sa chanson accompagné d'un orchestre. Tout au long de sa prestation, les téléspectateurs votent « oui » ou  « non » par le biais de l'application ou du site web. L'addition de tous les « oui » (inclus ceux des experts musicaux) fait progressivement grimper la jauge du candidat qui doit atteindre les 70 % afin de faire se lever le mur. Si le mur se lève, le candidat passe à l'étape suivante. Si le candidat n'atteint les 70 %, le mur reste baissé et le candidat est éliminé.
Pendant sa prestation, s'affichent, face à lui, les photos de téléspectateurs ayant voté en sa faveur.
À l'issue de ces auditions 28 candidats ont été qualifiés pour la suite du concours, et notamment pour les duels.

### Auditionsno1
La première émission a été diffusée le 25 septembre 2014 à 20 h 55. 6 candidats ont été qualifiés à son issue.
| Candidat             | Âge    | Chanson                                        | Choix des juges           | Choix des juges           | Choix des juges           | Choix des juges           | Pourcentage total         | Statut    |
| Candidat             | Âge    | Chanson                                        | David                     | Cathy                     | Morgan                    | Cali                      | Pourcentage total         | Statut    |
| -------------------- | ------ | ---------------------------------------------- | ------------------------- | ------------------------- | ------------------------- | ------------------------- | ------------------------- | --------- |
| Barbara Lune         | 24 ans | Chandelier - Sia                               | ✔                         | ✘                         | ✔                         | ✘                         | 43 %                      | Éliminée  |
| Séverine Romanet     | 39 ans | Wrecking Ball - Miley Cyrus                    | ✔                         | ✔                         | ✔                         | ✔                         | 89 %                      | Qualifiée |
| Jackie Deschamps     | 60 ans | Non qualifiée pour le mur                      | Non qualifiée pour le mur | Non qualifiée pour le mur | Non qualifiée pour le mur | Non qualifiée pour le mur | Non qualifiée pour le mur | Éliminée  |
| Léo Rispal           | 13 ans | Comme toi - Jean-Jacques Goldman               | ✔                         | ✔                         | ✔                         | ✔                         | 90 %                      | Qualifié  |
| Tarik                | 22 ans | Hometown Glory - Adele                         | ✔                         | ✔                         | ✘                         | ✔                         | 73 %                      | Qualifié  |
| Émanuelle Robitaille | 28 ans | I Put a Spell on You - Screamin' Jay Hawkins   | ✔                         | ✔                         | ✔                         | ✔                         | 89 %                      | Qualifiée |
| Louis Deslys         | 25 ans | Si seulement je pouvais lui manquer - Calogero | ✔                         | ✔                         | ✔                         | ✘                         | 54 %                      | Éliminé   |
| Maëva Bellocq        | 18 ans | Non qualifiée pour le mur                      | Non qualifiée pour le mur | Non qualifiée pour le mur | Non qualifiée pour le mur | Non qualifiée pour le mur | Non qualifiée pour le mur | Éliminée  |
| Larry Lynch          | 25 ans | Let Her Go - Passenger                         | ✔                         | ✔                         | ✔                         | ✔                         | 94 %                      | Qualifié  |
| The Rainbows         |        | Get Lucky - Daft Punk                          | ✘                         | ✘                         | ✘                         | ✔                         | 22 %                      | Éliminés  |
| Solène Le Vezo       | 18 ans | Il me dit que je suis belle - Patricia Kaas    | ✔                         | ✔                         | ✔                         | ✔                         | 79 %                      | Qualifiée |

Légende
- ✔ : Le juré a voté « oui » pour le candidat.
- ✘ : Le juré a voté « non » pour le candidat.

### Auditionsno2
La seconde émission a été diffusée le 2 octobre 2014 à 20 h 55. 7 candidats ont été qualifiés à son issue.
| Candidat                          | Âge    | Chanson                                      | Choix des juges          | Choix des juges          | Choix des juges          | Choix des juges          | Pourcentage total        | Statut    |
| Candidat                          | Âge    | Chanson                                      | David                    | Cathy                    | Morgan                   | Cali                     | Pourcentage total        | Statut    |
| --------------------------------- | ------ | -------------------------------------------- | ------------------------ | ------------------------ | ------------------------ | ------------------------ | ------------------------ | --------- |
| Ann-Shirley                       |        | Stay with Me - Sam Smith                     | ✔                        | ✔                        | ✔                        | ✔                        | 75 %                     | Qualifiée |
| Julien Loko                       | 30 ans | Demons - Imagine Dragons                     | ✔                        | ✘                        | ✘                        | ✔                        | 63 %                     | Éliminé   |
| Hoshi                             | 18 ans | Mistral gagnant - Renaud                     | ✔                        | ✔                        | ✔                        | ✔                        | 67 %                     | Éliminée  |
| Frénésie                          |        | Non qualifié pour le mur                     | Non qualifié pour le mur | Non qualifié pour le mur | Non qualifié pour le mur | Non qualifié pour le mur | Non qualifié pour le mur | Éliminé   |
| Tiwayo                            | 28 ans | Another Love - Tom Odell                     | ✔                        | ✔                        | ✔                        | ✔                        | 84 %                     | Qualifié  |
| Anne-Sophie Terschan              | 18 ans | Respect - Aretha Franklin                    | ✔                        | ✔                        | ✘                        | ✔                        | 77 %                     | Qualifiée |
| Alexandra Miller                  | 24 ans | Halo - Beyoncé                               | ✔                        | ✔                        | ✔                        | ✘                        | 79 %                     | Qualifiée |
| Baby's                            | 14 ans | Pour une folie - Baby's                      | ✔                        | ✔                        | ✔                        | ✔                        | 76 %                     | Qualifiée |
| Julien Mueller                    | 25 ans | All of me - John Legend                      | ✔                        | ✘                        | ✘                        | ✘                        | 68 %                     | Éliminé   |
| MTatiana                          | 25 ans | Jalouse - Mademoiselle K                     | ✔                        | ✔                        | ✔                        | ✔                        | 82 %                     | Qualifiée |
| Sarah Sofia                       | 21 ans | Dernière Danse - Indila                      | ✘                        | ✘                        | ✘                        | ✘                        | 22 %                     | Éliminée  |
| Ahmed Mouici & The Golden Moments | 51 ans | I've Been Loving You Too Long - Otis Redding | ✔                        | ✔                        | ✘                        | ✔                        | 74 %                     | Qualifié  |

### Auditionsno3
La troisième émission a été diffusée le 9 octobre 2014 à 20 h 55. 7 candidats ont été qualifiés à son issue.
| Candidat           | Âge    | Chanson                           | Choix des juges           | Choix des juges           | Choix des juges           | Choix des juges           | Pourcentage total         | Statut    |
| Candidat           | Âge    | Chanson                           | David                     | Cathy                     | Morgan                    | Cali                      | Pourcentage total         | Statut    |
| ------------------ | ------ | --------------------------------- | ------------------------- | ------------------------- | ------------------------- | ------------------------- | ------------------------- | --------- |
| Mathieu Canaby     | 16 ans | Isn't She Lovely? - Stevie Wonder | ✔                         | ✔                         | ✔                         | ✔                         | 82 %                      | Qualifié  |
| Jordan Chevallier  | 24 ans | La Foule - Édith Piaf             | ✔                         | ✘                         | ✔                         | ✔                         | 76 %                      | Qualifié  |
| Audrey Passani     | 20 ans | Stay - Rihanna                    | ✔                         | ✔                         | ✔                         | ✔                         | 87 %                      | Qualifiée |
| Ludovic            | 28 ans | Non qualifié pour le mur          | Non qualifié pour le mur  | Non qualifié pour le mur  | Non qualifié pour le mur  | Non qualifié pour le mur  | Non qualifié pour le mur  | Éliminé   |
| Monsieur Jau       | 35 ans | Life on Mars? - David Bowie       | ✘                         | ✔                         | ✘                         | ✔                         | 57 %                      | Éliminé   |
| Corentin Grevost   | 18 ans | Papaoutai - Stromae               | ✔                         | ✔                         | ✔                         | ✔                         | 91 %                      | Qualifié  |
| Kenny Andra        | 25 ans | Non qualifiée pour le mur         | Non qualifiée pour le mur | Non qualifiée pour le mur | Non qualifiée pour le mur | Non qualifiée pour le mur | Non qualifiée pour le mur | Éliminée  |
| Huu                | 26 ans | Budapest – George Ezra            | ✔                         | ✔                         | ✔                         | ✔                         | 91 %                      | Qualifié  |
| Melody             | 26 ans | Donne-moi le temps - Jenifer      | ✘                         | ✘                         | ✘                         | ✘                         | 32 %                      | Éliminée  |
| Sheila Ray Charles | 52 ans | Georgia on My Mind - Ray Charles  | ✔                         | ✔                         | ✔                         | ✔                         | 87 %                      | Qualifiée |
| Arno Santamaria    | 35 ans | Ma mère - Arno Santamaria         | ✔                         | ✔                         | ✔                         | ✔                         | 87 %                      | Qualifié  |
| Whities            | 24 ans | Grace Kelly - Mika                | ✘                         | ✔                         | ✔                         | ✘                         | 39 %                      | Éliminé   |

### Auditionsno4
La quatrième émission a été diffusée le 16 octobre 2014 à 20 h 55. 9 candidats ont été initialement qualifiés à son issue, mais à la suite du décès de Gaël Lopes, ils ne sont plus que 8.
| Candidat                    | Âge    | Chanson                                      | Choix des juges | Choix des juges | Choix des juges | Choix des juges | Pourcentage total | Statut    |
| Candidat                    | Âge    | Chanson                                      | David           | Cathy           | Morgan          | Cali            | Pourcentage total | Statut    |
| --------------------------- | ------ | -------------------------------------------- | --------------- | --------------- | --------------- | --------------- | ----------------- | --------- |
| Tanya Michelle              | 41 ans | Addicted to You - Avicii                     | ✔               | ✔               | ✔               | ✔               | 90 %              | Qualifiée |
| Alex Copler                 | 21 ans | Alter Ego - Jean-Louis Aubert                | ✔               | ✔               | ✘               | ✔               | 72 %              | Qualifié  |
| The Turning                 |        | What'd I Say - Ray Charles                   | ✔               | ✔               | ✔               | ✔               | 69 %              | Éliminés  |
| Inaya                       | 17 ans | Changer - Maître Gims                        | ✔               | ✔               | ✔               | ✔               | 88 %              | Qualifiée |
| The Garbo (Agustin Galiana) | 36 ans | Porque te vas - Jeannette Dimech             | ✔               | ✔               | ✔               | ✔               | 72 %              | Qualifié  |
| Mélina Bourad               | 14 ans | Fallin' – Alicia Keys                        | ✔               | ✔               | ✔               | ✘               | 78 %              | Qualifiée |
| William Matter              |        | Losing My Religion - R.E.M.                  | ✔               | ✔               | ✘               | ✔               | 79 %              | Qualifié  |
| Milou Leiz                  | 30 ans | Que je t'aime - Johnny Hallyday              | ✔               | ✘               | ✘               | ✘               | 22 %              | Éliminée  |
| Emma Beatson                | 26 ans | Wasting My Young Years - London Grammar      | ✘               | ✘               | ✘               | ✔               | 49 %              | Éliminée  |
| Fabien Incardona            | 29 ans | Prendre racine - Calogero                    | ✔               | ✔               | ✔               | ✔               | 84 %              | Qualifié  |
| Gaël Lopes †                | 25 ans | Prayer in C - Lilly Wood & The Prick         | ✔               | ✔               | ✔               | ✔               | 91 %              | Qualifié  |
| Anouchka Strauss            | 17 ans | Casta Diva, ext. de Norma - Vincenzo Bellini | ✔               | ✔               | ✔               | ✔               | 90 %              | Qualifiée |

## Les duels
Lors de cette deuxième étape, les 28 candidats qualifiés qualifiés lors des auditions s'affrontent dans un duel par tirage au sort. Le premier candidat doit chanter devant le mur, qui est complètement relevé. Son but est d'obtenir, à la fin de sa prestation, le plus grand pourcentage possible. Le deuxième candidat chante immédiatement après, mais lui se produit sur scène avec le mur baissé. Pour passer à la phase suivante, il doit obtenir un pourcentage supérieur à celui du premier candidat, et ainsi, faire se lever le mur. Le candidat qui a le plus petit pourcentage quitte définitivement l'émission. Comme lors des auditions, le vote de chaque membre du jury vaut 7 %.
Pendant la prestation de chaque candidat s'affichent, face à lui, les photos de téléspectateurs ayant voté en sa faveur.

### Duelsno1
La cinquième émission a été diffusée le 23 octobre 2014 à 20 h 55. À la fin de l'émission, l'ensemble des candidats ont interprété la chanson que Gaël Lopes avait chanté lors des auditions, pour lui rendre hommage.
| Duel | Candidat             | Chanson                                            | Choix des juges | Choix des juges | Choix des juges | Choix des juges | Pourcentage total | Statut    |
| Duel | Candidat             | Chanson                                            | David           | Cathy           | Morgan          | Cali            | Pourcentage total | Statut    |
| ---- | -------------------- | -------------------------------------------------- | --------------- | --------------- | --------------- | --------------- | ----------------- | --------- |
| 1    | Corentin Grevost     | Éblouie par la nuit – Zaz                          | ✔               | ✔               | ✔               | ✔               | 79 %              | Qualifié  |
| 1    | Ahmed Mouici         | Black or White – Michael Jackson                   | ✔               | ✔               | ✘               | ✔               | 54 %              | Éliminé   |
| 2    | Audrey Passani       | Habits (Stay High) – Tove Lo                       | ✔               | ✔               | ✔               | ✔               | 80 %              | Qualifiée |
| 2    | MTatiana             | Comme un boomerang – Serge Gainsbourg              | ✔               | ✔               | ✔               | ✔               | 74 %              | Éliminée  |
| 3    | Larry Linch          | The Sound of Silence – Paul Simon et Art Garfunkel | ✔               | ✔               | ✔               | ✔               | 83 %              | Qualifié  |
| 3    | Léo Rispal           | Hurt – Christina Aguilera                          | ✔               | ✔               | ✔               | ✔               | 78 %              | Éliminé   |
| 4    | Anne-Sophie Terschan | All I Want for Christmas Is You – Mariah Carey     | ✔               | ✔               | ✘               | ✔               | 67 %              | Éliminée  |
| 4    | Jordan Chevallier    | Born This Way – Lady Gaga                          | ✔               | ✔               | ✔               | ✔               | 78 %              | Qualifié  |
| 5    | Fabien Incardona     | SOS d'un terrien en détresse - Daniel Balavoine    | ✔               | ✔               | ✔               | ✔               | 79 %              | Éliminé   |
| 5    | Mathieu Canaby       | If I Ain't Got You – Alicia Keys                   | ✔               | ✔               | ✔               | ✔               | 81 %              | Qualifié  |
| 6    | Séverine Romanet     | Set Fire to the Rain – Adèle                       | ✔               | ✔               | ✔               | ✔               | 73 %              | Éliminée  |
| 6    | Ann-Shirley          | Amoureuse – Véronique Sanson                       | ✔               | ✔               | ✔               | ✔               | 74 %              | Qualifiée |
| 7    | Anouchka             | O Fortuna extrait de Carmina Burana – Carl Orff    | ✔               | ✔               | ✘               | ✔               | 71 %              | Éliminée  |
| 7    | Tanya Michelle       | Titanium – Sia et David Guetta                     | ✔               | ✔               | ✔               | ✔               | 88 %              | Qualifiée |

### Duelsno2
La sixième émission a été diffusée le 30 octobre 2014 à 20 h 55.
| Duel | Candidat             | Chanson                                    | Choix des juges | Choix des juges | Choix des juges | Choix des juges | Pourcentage total | Statut    |
| Duel | Candidat             | Chanson                                    | David           | Cathy           | Morgan          | Cali            | Pourcentage total | Statut    |
| ---- | -------------------- | ------------------------------------------ | --------------- | --------------- | --------------- | --------------- | ----------------- | --------- |
| 1    | Alexandra Miller     | Diamonds – Rihanna                         | ✔               | ✔               | ✘               | ✘               | 44 %              | Éliminée  |
| 1    | William Matter       | En apesanteur – Calogero                   | ✔               | ✔               | ✔               | ✔               | 82 %              | Qualifié  |
| 2    | Melina Bourad        | Pas toi – Jean-Jacques Goldman             | ✘               | ✘               | ✘               | ✘               | 43 %              | Éliminée  |
| 2    | Solène Le Vezo       | Alors on danse – Stromae                   | ✔               | ✔               | ✔               | ✔               | 64 %              | Qualifiée |
| 3    | Tiwayo               | Stolen Dance – Milky Chance                | ✔               | ✔               | ✔               | ✔               | 74 %              | Éliminé   |
| 3    | Tarik Debbiche       | Goodbye My Lover – James Blunt             | ✔               | ✔               | ✔               | ✔               | 81 %              | Qualifié  |
| 4    | Sheila Ray Charles   | Rolling in the Deep – Adèle                | ✔               | ✔               | ✔               | ✔               | 75 %              | Éliminée  |
| 4    | Baby's               | Happy – Pharrell Williams                  | ✔               | ✔               | ✔               | ✔               | 76 %              | Qualifiés |
| 5    | The Garbo            | Déshabillez-moi – Juliette Greco           | ✘               | ✔               | ✘               | ✘               | 27 %              | Éliminé   |
| 5    | Arno Santamaria      | Debout (Je me sens bien) – Arno Santamaria | ✔               | ✔               | ✔               | ✔               | 87 %              | Qualifié  |
| 6    | Alex Copler          | Un autre monde – Téléphone                 | ✔               | ✔               | ✔               | ✔               | 76 %              | Éliminé   |
| 6    | Huu                  | Locked Out of Heaven – Bruno Mars          | ✔               | ✔               | ✔               | ✔               | 78%               | Qualifié  |
| 7    | Inaya                | People Help the People – Birdy             | ✔               | ✔               | ✔               | ✔               | 89 %              | Qualifiée |
| 7    | Émanuelle Robitaille | Bohemian Rhapsody – Queen                  | ✔               | ✔               | ✔               | ✔               | 86 %              | Éliminée  |

## Duel des champions
Le principe est le même que dans la phase précédente. Ici, les vainqueurs des duels s'affrontent deux par deux, par tirage au sort. Les jurés, quant à eux, voient leur pourcentage de vote baisser à 5%.
La septième émission a été diffusée le 6 novembre 2014 à 20h55. 
| Duel | Candidat             | Chanson                                            | Choix des juges | Choix des juges | Choix des juges | Choix des juges | Pourcentage total | Statut                             |
| Duel | Candidat             | Chanson                                            | David           | Cathy           | Morgan          | Cali            | Pourcentage total | Statut                             |
| ---- | -------------------- | -------------------------------------------------- | --------------- | --------------- | --------------- | --------------- | ----------------- | ---------------------------------- |
| 1    | Corentin Grevost     | Au café des délices - Patrick Bruel                | ✔               | ✔               | ✔               | ✔               | 80 %              | Qualifié                           |
| 1    | William Matter       | A Sky Full of Stars - Coldplay                     | ✔               | ✘               | ✘               | ✔               | 66 %              | Éliminé                            |
| 2    | Audrey Passani       | Video Games - Lana Del Rey                         |                 |                 |                 |                 | 82 %              | Qualifiée                          |
| 2    | Solène Le Vezo       | Et maintenant - Gilbert Bécaud                     |                 |                 |                 |                 | 54 %              | Éliminée                           |
| 3    | Ann-Shirley          | Empire State of Mind - Jay-Z feat. Alicia Keys     |                 |                 |                 |                 | 68 %              | Qualifiée                          |
| 3    | Tarik Debbiche       | Chanter - Florent Pagny                            | ✘               | ✘               | ✔               | ✔               | 58 %              | Éliminé                            |
| 4    | Jordan Chevalier     | ...Baby One More Time - Britney Spears             |                 |                 |                 |                 | 73 %              | Qualifié                           |
| 4    | Baby's               | I Love Rock'n'Roll - Joan Jett and the Blackhearts |                 |                 |                 |                 | 41 %              | Éliminés                           |
| 5    | Tanya Michelle Smith | Firework - Katy Perry                              |                 |                 |                 |                 | 52 %              | Éliminée                           |
| 5    | Arno Santamaria      | Chez moi - Arno Santamaria                         |                 |                 |                 |                 | 76 %              | Qualifié                           |
| 6    | Larry Linch          | Blue Suede Shoes - Elvis Presley                   | ✔               | ✔               | ✔               | ✘               | 84 %              | Qualifié                           |
| 6    | Huu                  | When I Was Your Man - Bruno Mars                   |                 |                 |                 |                 | 40 %              | Éliminé                            |
| 7    | Mathieu Canaby       | Imagine - John Lennon                              |                 |                 |                 |                 | 80 %              | Qualifié                           |
| 7    | Inaya                | Le Droit à l'erreur - Amel Bent                    |                 |                 |                 |                 | 77 %              | Éliminée mais repéchée par le jury |

## Finale
La finale a été diffusée le 13 novembre 2014 à 20 h 50.  
Corentin Grevost a remporté le titre de Rising Star.
| Candidats        | 1re chanson                            | 2e chanson                     | Choix des juges | Choix des juges | Choix des juges | Choix des juges | Pourcentage | Pourcentage | Moyenne totale | Place |
| Candidats        | 1re chanson                            | 2e chanson                     | David           | Cathy           | Morgan          | Cali            | 1re chanson | 2e chanson  | Moyenne totale | Place |
| ---------------- | -------------------------------------- | ------------------------------ | --------------- | --------------- | --------------- | --------------- | ----------- | ----------- | -------------- | ----- |
| Corentin Grevost | Toi et moi - Guillaume Grand           | All of Me - John Legend        |                 |                 |                 |                 | 80%         | 68%         | 14,8%          | 1er   |
| Arno Santamaria  | Des vents contraires - Arno Santamaria | C'est quand le bonheur - Cali  |                 |                 |                 |                 | 76%         | 60%         | 13,6%          | 2e    |
| Larry Lynch      | La Corrida - Francis Cabrel            | Wake Me Up! - Avicii           |                 |                 |                 |                 | 59%         | 75%         | 13,4%          | 3e    |
| Inaya            | Price Tag - Jessie J                   | La Bohème - Charles Aznavour   |                 |                 |                 |                 | 68%         | 54%         | 12,2%          | 4e    |
| Ann-Shirley      | I Will Survive - Gloria Gaynor         | J'envoie valser - Zazie        |                 |                 |                 |                 | 70%         | 45%         | 11,5%          | 5e    |
| Mathieu Canaby   | Quelques mots d'amour - Michel Berger  | Counting Stars - One Republic  |                 |                 |                 |                 | 67%         | 43%         | 11,0 %         | 6e    |
| Audrey Passani   | Crazy in Love - Beyoncé                | Paris-Seychelles - Julien Doré |                 |                 |                 |                 | 63%         | 43%         | 10,6%          | 7e    |
| Jordan Chevalier | Feeling Good - Nina Simone             | La Seine - Vanessa Paradis/M   |                 |                 |                 |                 | 43%         | 47%         | 9,0%           | 8e    |

## Audiences

### Primes
| Diffusion         | Nb. de téléspectateurs | Parts de marché (4 ans et plus) | Classement des audiences de la soirée | Références |
| ----------------- | ---------------------- | ------------------------------- | ------------------------------------- | ---------- |
| 25 septembre 2014 | 3 762 000              | 16,9 %                          | 2e                                    | [ 9 ]      |
| 2 octobre 2014    | 2 680 000              | 11,8 %                          | 3e                                    | [ 10 ]     |
| 9 octobre 2014    | 2 180 000              | 9,8%                            | 4e                                    | [ 11 ]     |
| 16 octobre 2014   | 1 956 000              | 8,7%                            | 3e                                    | ,          |
| 23 octobre 2014   | 2 187 000              | 9,5 %                           | 3e                                    |            |
| 30 octobre 2014   | 1 909 000              | 8,4 %                           | 3e                                    |            |
| 6 novembre 2014   | 1 519 000              | 6,7 %                           | 4e                                    |            |
| 13 novembre 2014  | 1 685 000              | 8,0 %                           | 4e                                    | ,          |

Légende
- plus hauts chiffres d'audience
- plus bas chiffres d'audience

### Rising Star, de l'autre côté du mur
| Diffusion         | Nb. de téléspectateurs | Parts de marché (4 ans et plus) | Références |
| ----------------- | ---------------------- | ------------------------------- | ---------- |
| 25 septembre 2014 | 1 200 000              | 10,7 %                          | [ 16 ]     |
| 2 octobre 2014    | 830 000                | 7,3 %                           | [ 17 ]     |
| 9 octobre 2014    | 700 000                | 6,9%                            | [ 18 ]     |
| 16 octobre 2014   | 700 000                | 7,1 %                           | [ 19 ]     |
| 23 octobre 2014   | 830 000                | 8,0 %                           | [ 20 ]     |
| 30 octobre 2014   | 602 000                | 5,4 %                           | [ 21 ]     |
| 6 novembre 2014   | 476 000                | 4,8 %                           | [ 22 ]     |

Légende
- plus hauts chiffres d'audience
- plus bas chiffres d'audience

|  |

| Saison | Saison | Jour  | Épisodes | Lancement         | Lancement             | Lancement                             | Finale           | Finale                | Finale                                | Moyenne          | Moyenne                               |
| Saison | Saison | Jour  | Épisodes | Date              | Audience du lancement | Parts de marché sur les 4 ans et plus | Date             | Audience de la finale | Parts de marché sur les 4 ans et plus | Audience moyenne | Parts de marché sur les 4 ans et plus |
| ------ | ------ | ----- | -------- | ----------------- | --------------------- | ------------------------------------- | ---------------- | --------------------- | ------------------------------------- | ---------------- | ------------------------------------- |
|        | 1      | Jeudi | 8        | 25 septembre 2014 | 3 762 000             | 16,9 %                                | 13 novembre 2014 | 1 685 000             | 8,0 %                                 | 2 234 750        | 10,0 %                                |

Rising Star réalise le jour de son lancement, en France, un bon score, attirant 3,76 millions de téléspectateurs, pour 16,9 % de part d'audience. Malgré la nouveauté et l'interactivité du public, l'émission semble cependant ne pas avoir trouvé son public. L'émission est passée pour la troisième fois en dessous des deux millions de téléspectateurs le 6 novembre 2014 avec 1,52 million de téléspectateurs et une part de marché de 6,7 %.